# Norglenwold
Norglenwold är en ort i Kanada.   Den ligger i provinsen Alberta, i den centrala delen av landet, 2 900 km väster om huvudstaden Ottawa. Norglenwold ligger 949 meter över havet och antalet invånare är 232. Den ligger vid sjön Sylvan Lake.
Terrängen runt Norglenwold är platt. Närmaste större samhälle är Sylvan Lake, 2,3 km öster om Norglenwold.
Trakten runt Norglenwold består till största delen av jordbruksmark. Runt Norglenwold är det mycket glesbefolkat, med 5 invånare per kvadratkilometer.